# Вітебський літопис
Вітебський літопис (біл. Віцебскі летапіс) — пам'ятка міського літописання з числа білорусько-литовських літописів.
Твір був складений польською мовою в 1768 жителем Вітебська Стефаном Гавриловичем Аверкою на основі літопису Михайла Панцирного (відомості за період 896—1709), коротких історичних записів Яна Чарновського (за період 1601—1633) і Гаврила Аверки (за період 1733—1757), а також авторських матеріалів.

## Опис
Твір носить компіляційний характер, і складається переважно з коротких стислих повідомлень, місцями розташованих нелогічно. Відомості про історичні події запозичені з польських хронік. Метою автора була реєстрація фактів та подій, але в рамках історії Вітебська в діяльності правителів Речі Посполитої і у війнах. Тому літопис фіксує майже всі подробиці: поставки продовольства, постій військ, участь городян у битвах. Також відмічені випадки пожеж та епідемій.
Найбільшу цінність представляє оригінальна інформація з білоруської історії, особливо та, яка стосується військово-політичних подій кінця XVII — початку XVIII століття. Наприкінці літопису є списки членів вітебського магістрату 1579 року, вітебських воєвод за 1516—1753 роки й інші історико-документальні матеріали.
Вперше Вітебський літопис опублікував Олексій Сапунов у збірнику документів «Вітебська старина» 1883 року в перекладі російською мовою. Увійшов також до складу 32-го тому «Повного зібрання російських літописів».